# Iglesia de San Andrés del Quirinal
La iglesia de San Andrés del Quirinal (en italiano: Sant'Andrea al Quirinale) es una pequeña iglesia (edificio) católica italiana ubicada en la colina del Quirinal en Roma, próxima al palacio del Quirinal. Construida entre 1658 y 1670 por Gian Lorenzo Bernini, por encargo del cardenal Camilo Pamphili, familiar de Inocencio X, para ser el oratorio del noviciado de la Compañía de Jesús, se considera una de las joyas del barroco italiano. Dependiente del noviciado jesuita hasta 1773, y nuevamente desde 1814 hasta 1870, desde 1925 ha sido atendida nuevamente por los jesuitas.
La planta tiene forma elíptica. Su disposición transversal, con el altar y la entrada opuestos sobre el eje menor, permite llegar rápidamente al centro, a la plenitud del edificio. Tiene un pórtico columnado curvo en la entrada, consiguiendo una referencia de frontalidad, decorado por el escudo de los Pamphili. La decoración en estuco fue diseñada por Bernini y ejecutada por Antonio Raggi y otros, entre los años 1661 y 1666. Incluso el suelo repite el motivo de geometría elíptica.
En el altar se encuentra El martirio de San Andrés, de il Borgognone. La primera capilla alberga tres lienzos de Baciccia: Muerte de San Francisco Javier y otros dos cuadros de 1705. En la segunda capilla se exponen tres cuadros de Giacinto Brandi de 1682. En la segunda capilla a la izquierda hay una Madonna con niño y San Estanislao de Kostka (1687) de Carlos Maratta con un techo pintado al fresco sobre la Gloria de los Santos de Juan Odazzi. En la primera capilla hay otra Madonna con niño y Santos de Ludovico Mazzanti, con techo sobre la Gloria de los Ángeles de José Chiari. Carlos Manuel IV de Saboya, rey de Cerdeña y Piamonte, está enterrado en una de las capillas laterales. Los restos de San Estanislao Kostka también se guardan aquí, en la llamada Cámara de San Estanislao Kostka. Su lujosa estatua yacente, realizada con mármoles de distintos colores, fue esculpida en el siglo XVIII por Pedro Legros. En el interior se observa un cuadro de Guillermo Córtese.

### Simbolismo
La nave de San Andrés del Quirinal se caracteriza por una orientación definida por la estructura misma del espacio, donde el dinamismo visual se despliega a través de una composición en la que los colores juegan un papel fundamental. La planta baja, animada por rojos intensos, contrasta con los tonos más claros del nivel superior, donde dominan el oro de los cajones de la cúpula y el blanco inmaculado de los ángeles/angelotes. Este juego cromático no solo establece una jerarquía visual, sino que también subraya una aproximación ascendente hacia lo divino.
En este ascenso, se destaca la disposición de las diferentes familias seráficas, que contribuyen a crear un efecto de perspectiva que eleva la cúpula de manera casi imperceptible. Los ángeles que pueblan la cornisa, con cuerpos y actitudes humanas, generan una sensación de cercanía y peso, en contraste con los que rodean la base de la linterna, que se presentan como cabezas aladas, etéreas, casi como almas que un soplo divino podría dispersar. Esta transición culmina en la representación de la paloma del Espíritu Santo, suspendida sobre una inestable corona de alas, sugiriendo la última transposición hacia lo celestial.
El eje principal de la iglesia adquiere mayor relevancia con el edículo columnado frente al nicho del altar. En la abertura cóncava del frontón, San Andrés se eleva al cielo sobre una nube, convergiendo todas las líneas arquitectónicas en esta obra escultórica que capta la atención del espectador de manera dramática, más que en otras iglesias. Este espectáculo arquitectónico es el punto culminante de una síntesis espacial donde las palpitaciones de los ángeles en torno al altar se unen con las miradas de los angelotes desde la linterna, resumiendo en una misma unidad de tiempo los tres actos de la vida de San Andrés: su martirio, asunción y glorificación.

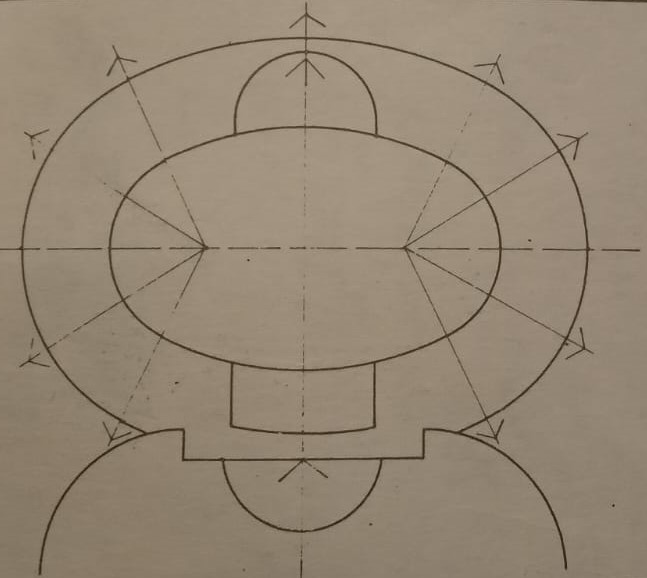
Croquis de idea de la iglesia San Andrés del Quirinal de Gian lorenzo Bernini.

## Historia

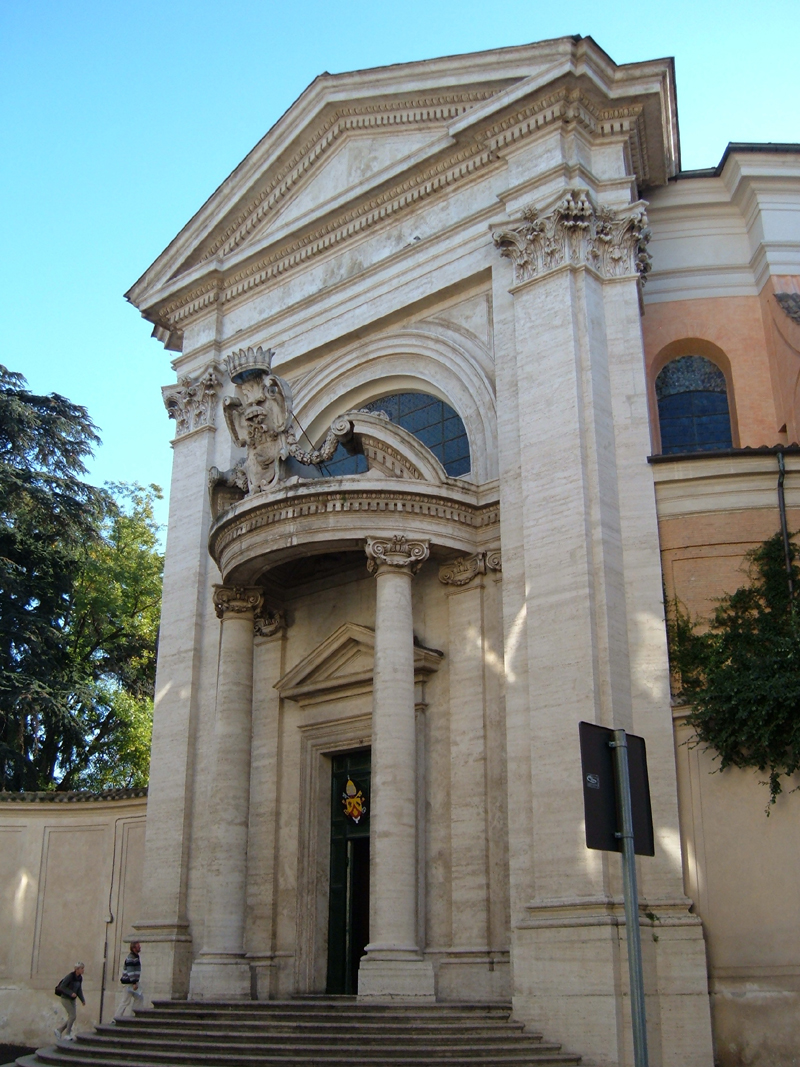
La fachada

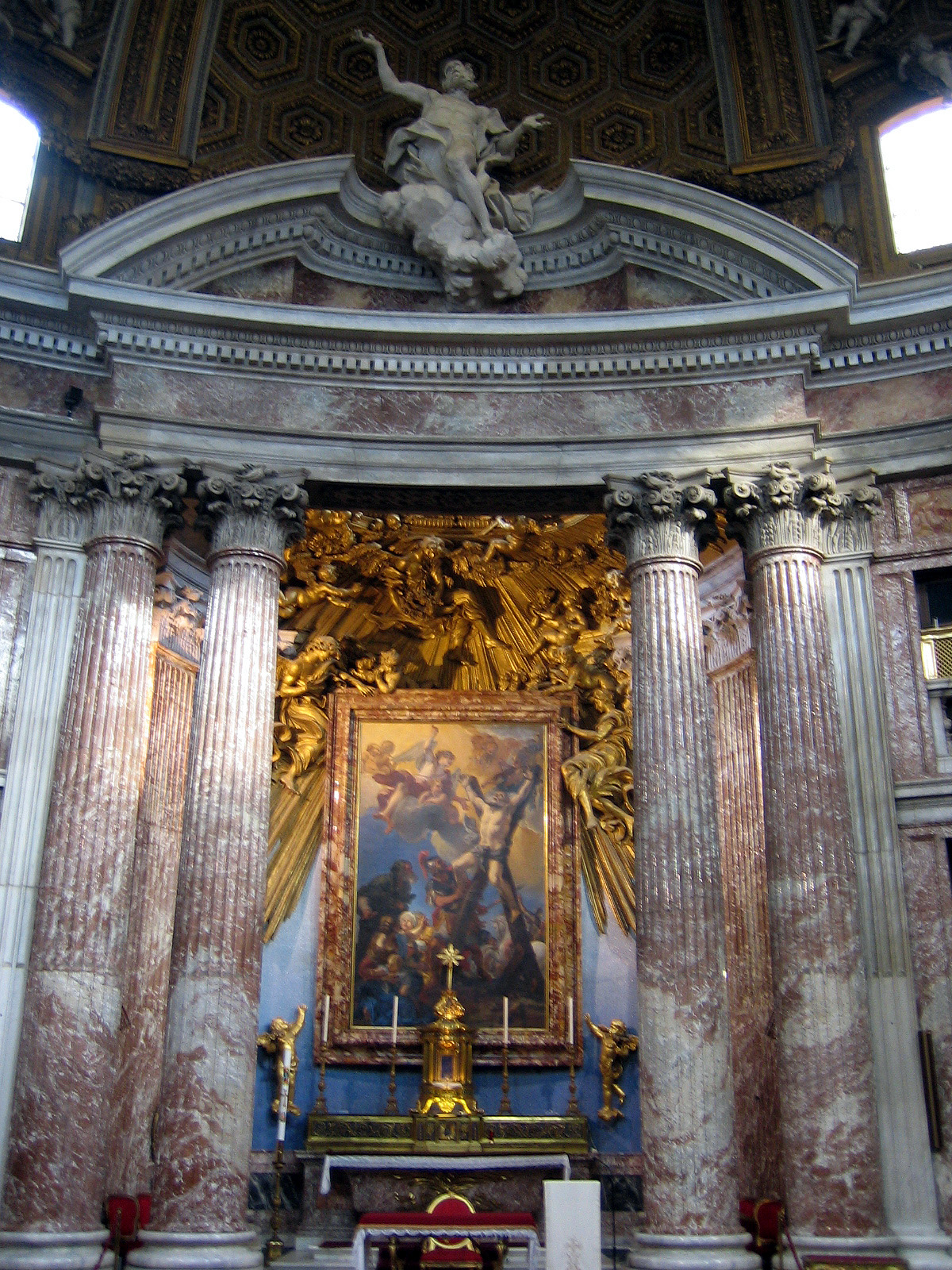
Altar mayor de la iglesia

### Noviciado de los jesuitas
El 20 de septiembre de 1566, los jesuitas abrieron su segundo noviciado, el primero en Roma, en la colina del Quirinal, diez años después de la muerte del fundador Ignacio de Loyola. Una propiedad con jardín, que incluía una pequeña capilla de San Andrés del siglo XIII ('«abandonada y sin clero») les había sido vendida como casa de campo.
Ya que muchos jóvenes provenientes de diversos países de Europa acudían a Roma para unirse a la Compañía de Jesús, Francisco de Borja, General de la Compañía de Jesús, decidió utilizar esta propiedad como residencia del noviciado. El trabajo fue bien y en agosto de 1566 los primeros novicios ya se establecieron allí. Un año después, el 27 de octubre de 1567, fue admitido Estanislao Kostka, un joven noble polaco, quien, después de una larga caminata en solitario desde Viena a Roma, realizó su deseo de convertirse en jesuita. Murió allí unos diez meses después, el 15 de agosto de 1568. Fue enterrado en la pequeña iglesia construida para reemplazar a la recientemente consagrada capilla de San Andrés (2 de febrero de 1568).
Cuando se completaron las obras, los novicios que ocuparon el edificio eran una sesentena, bajo la dirección de Alfonso Ruiz, maestro de los novicios. Entre agosto de 1566 y diciembre de 1572, el noviciado acogió a unos doscientos novicios. El registro de entrada indica su nacionalidad: escocesa, inglesa, alemana, flamenca, portuguesa, polaca, italiana, etc.
La casa se amplió varias veces, entre otras, entre 1569 y 1571. Fue en 1574 cuando comenzó la construcción del palacio del Quirinal, por orden de Gregorio XIII, que iba a convertirlo en su residencia de verano. En 1598, la iglesia de San Vidal fue confiada por Clemente VIII a los jesuitas y fue añadida a la propiedad (en el lado este). La extensión de los edificios y el aumento en el número de novicios significaron que, en 1653, se estaba construyendo una iglesia nueva, más digna y más grande.

### Iglesia de San Andrés
El proyecto toma forma cuando el cardenal Camilo Pamphili comenzó a interesarse en él. El papa Alejandro VII era favorable. Se pidió a Gian Lorenzo Bernini, ya anciano, que dibujase los planos. El General de la Compañía de Jesús Giovanni Paolo Oliva (amigo personal de Bernini) participó en las discusiones con el arquitecto.
Tomándose el proyecto en serio, el propio Bernini eligió a los artesanos, incluido el arquitecto Mattia de Rossi, quien la construyó durante un período de veinte años, de 1658 a 1678. Esta iglesia elíptica es considerada una de las joyas de la arquitectura barroca italiana. El famoso arquitecto la consideraba su única obra arquitectónica perfecta y su hijo recordaba cómo, años después, Bernini solía sentarse en el interior a observar el juego de luces, los estucos teñidos y el mobiliario policromado. El 21 de septiembre de 1678, la iglesia fue consagrada por el cardenal Alderano Cibo. La planta de San Andrés es elíptica, la entrada y el altar mayor se disponen en el eje más corto de la elipse. El portal de entrada, avanzado en semicircular sobre la fachada, lleva las armas del cardenal Camilo Pamphili, que había adelantado los fondos para su construcción.
La decoración interior, en estuco, fue hecha por Antonio Raggi y sus discípulos, a partir de los dibujos de Bernini. El Martirio de San Andrés, obra de Guillermo Courtois, conocido como Le Bourguignon, se colocó sobre el altar mayor. Las capillas laterales albergan pinturas de Baciccio, San Francisco Javier bautiza a una reina oriental y San Francisco Javier predicando. El tabernáculo del altar mayor se ejecutó en 1697. La urna de bronce y lapislázuli que contiene los restos de san Estanislao Kostka data de 1716.

### Supresión y restauración de los jesuitas

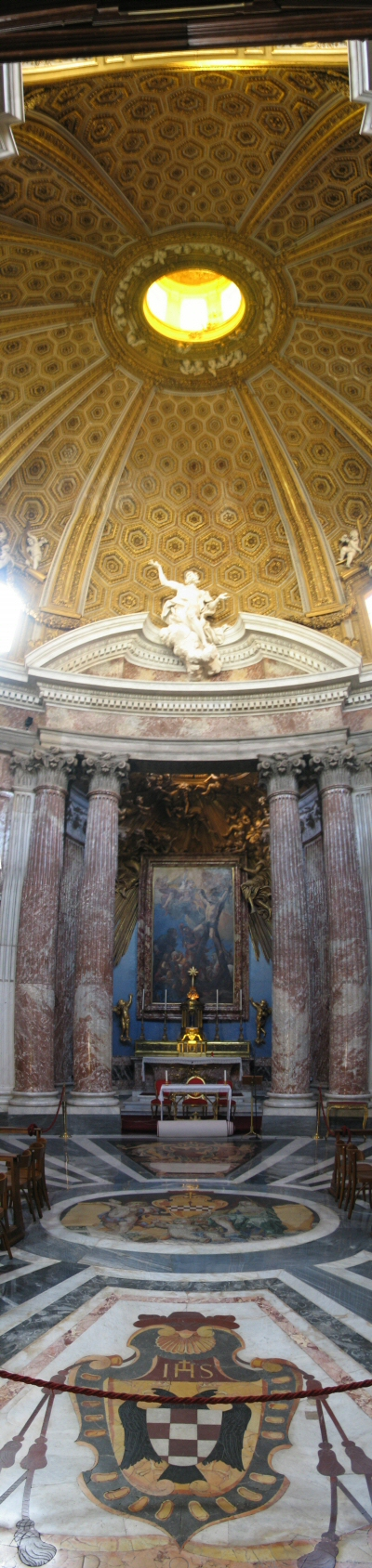
Interior: altar mayor y cúpula elíptica

La Compañía de Jesús fue suprimida en agosto de 1773 por el papa Clemente XIV. Cuando los jesuitas abandonaron San Andrés, a finales de agosto de 1773, la iglesia fue confiada a los padres lazaristas. Durante la ocupación del palacio del Quirinal por el general Berthier, que lo convirtió en su cuartel general durante el breve episodio de la República romana (1849), el noviciado y la iglesia fueron requisados para alojar a sus tropas (1798).
Cuando, después de la deportación de Pío VII en Francia —y por orden de Napoleón— todos los religiosos fueron expulsados de Roma (1810), los lazaristas debieron abandonar San Andrés.
Apenas regresó Pío VII a Roma de su cautiverio francés (24 de mayo de 1814), restableció universalmente la Compañía de Jesús (7 de agosto de 1814) y restituyó a los jesuitas dos de sus casas romanas: la casa profesa de la Iglesia de Jesús y el noviciado, con su iglesia de San Andrés. El noviciado se abrió nuevamente el 12 de noviembre de 1814: los novicios eran unos veinte. Poco después, el 30 de noviembre, el día de San Andrés, el papa visitó personalmente la iglesia de San Andrés. De 1814 a 1870, fecha de la captura de Roma y de la caída de los Estados Pontificios, la casa volvió a servir como noviciado de los jesuitas.
Entre los primeros novicios de esta segunda época destaca una personalidad distinguida: el anteriormente rey Carlos Manuel IV de Cerdeña, el cual tras perder a su esposa, había abdicado en 1802. Ingresó en el noviciado de los jesuitas el 11 de febrero de 1815, a la edad de 64 años. Acabando enfermo y ciego, murió el 5 de octubre de 1819 en San Andrés, mostrando un profundo espíritu religioso.
Durante los pocos meses de la nueva República romana (1849) los edificios se utilizan como cuarteles, y más tarde, bajo el general francés Oudinot como hospital militar.
Cuando las tropas piamontesas entraron en Roma el 20 de septiembre de 1870, los Estados papales dejaron de existir. Los jesuitas y sus novicios abandonaron San Andrés al año siguiente. Solo los estudiantes del Colegio Latinoamericano permanecieron allí (hasta 1887). Los edificios fueron anexionados por los ministerios públicos, primero de la Casa Real, y desde 1948 por el servicio de la Presidencia de la República Italiana.
Sirvió como iglesia de la corte real de Italia desde 1871 hasta 1946. San Andrés fue nuevamente servida por los jesuitas desde 1925. Tienen una pequeña residencia (por encima de la sacristía), donde se pueden visitar las habitaciones de san Estanislao de Kostka.
Desde 1998, posee el título cardenalicio de San Andrés del Quirinal instituido en 1998 por Juan Pablo II.

## Obras de arte
- La fachada es de estilo corintio con un porche semicircular en ligera proyección avanzada. Está coronada por el escudo de la familia de Pamphili (1670).
- Seis capillas laterales la rodean (3 y 3) a ambos lados del santuario, apenas más grande que estas capillas.
  - Capilla de San Francisco Javier, con tablas de Gaulli (1706).
  - Capilla de la Piedad, tiene obras de Jacinto Brandi (1682).
  - Capilla de San Andrés cuya tabla del altar que ilustra la muerte del santo es obra de Guillermo Courtois (1668).
  - Capilla del Crucifijo, que tiene en su pared lateral la tumba y el monumento de Carlos Manuel IV de Cerdeña, que murió como novicio en San Andrés (1819).
  - Capilla de San Estanislao Kostka cuyas tablas (de Ludovico Mazzanti) ilustran escenas de la vida del santo. La urna que contiene su cuerpo está debajo del altar.
  - Capilla de San Ignacio teniendo como retablo una representación de Ignacio de Loyola en compañía de san Francisco de Borja y de san Luis Gonzaga. La ’Adoración de los pastores y de los magos, en la pared lateral es una obra de Ludovico Antonio da Lugano.
  - El techo de la sacristía es un fresco pintado por Juan de la Borde (1670) que representa una Gloria de san Andrés rodeado de ángeles. El boceto del fresco fue examinado y aprobado por Bernini.En el fondo de la sacristia, una tabla de Andrea Pozzo: la Asunción de la Bienaventurada Virgen María.
- El órgano fue construido en 1938 por Mascioni, que le dio el número 515. Tiene dos teclados de 58 notas, una pedalera de 30 y funciona con electricidad[4]

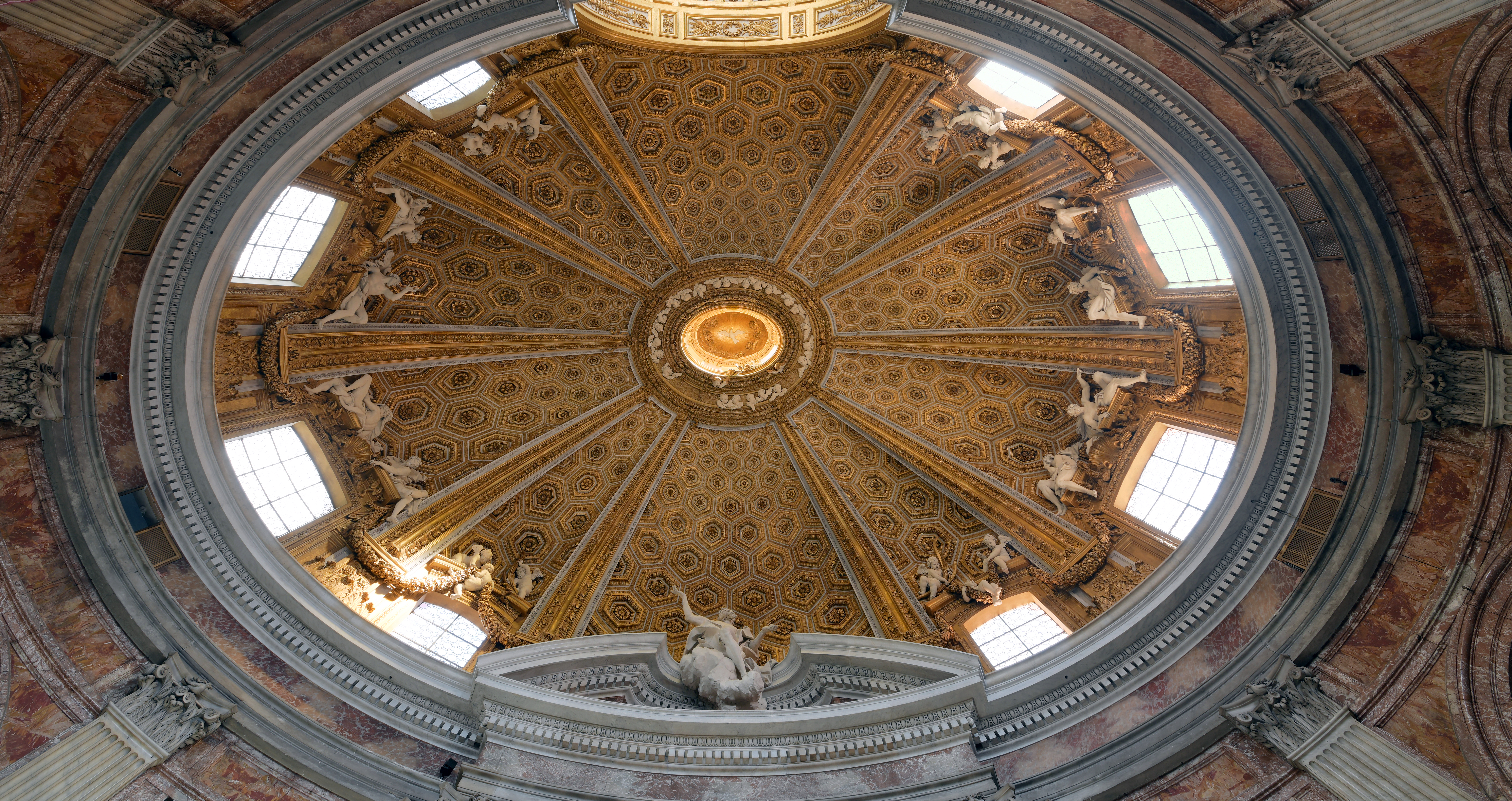
La cúpula
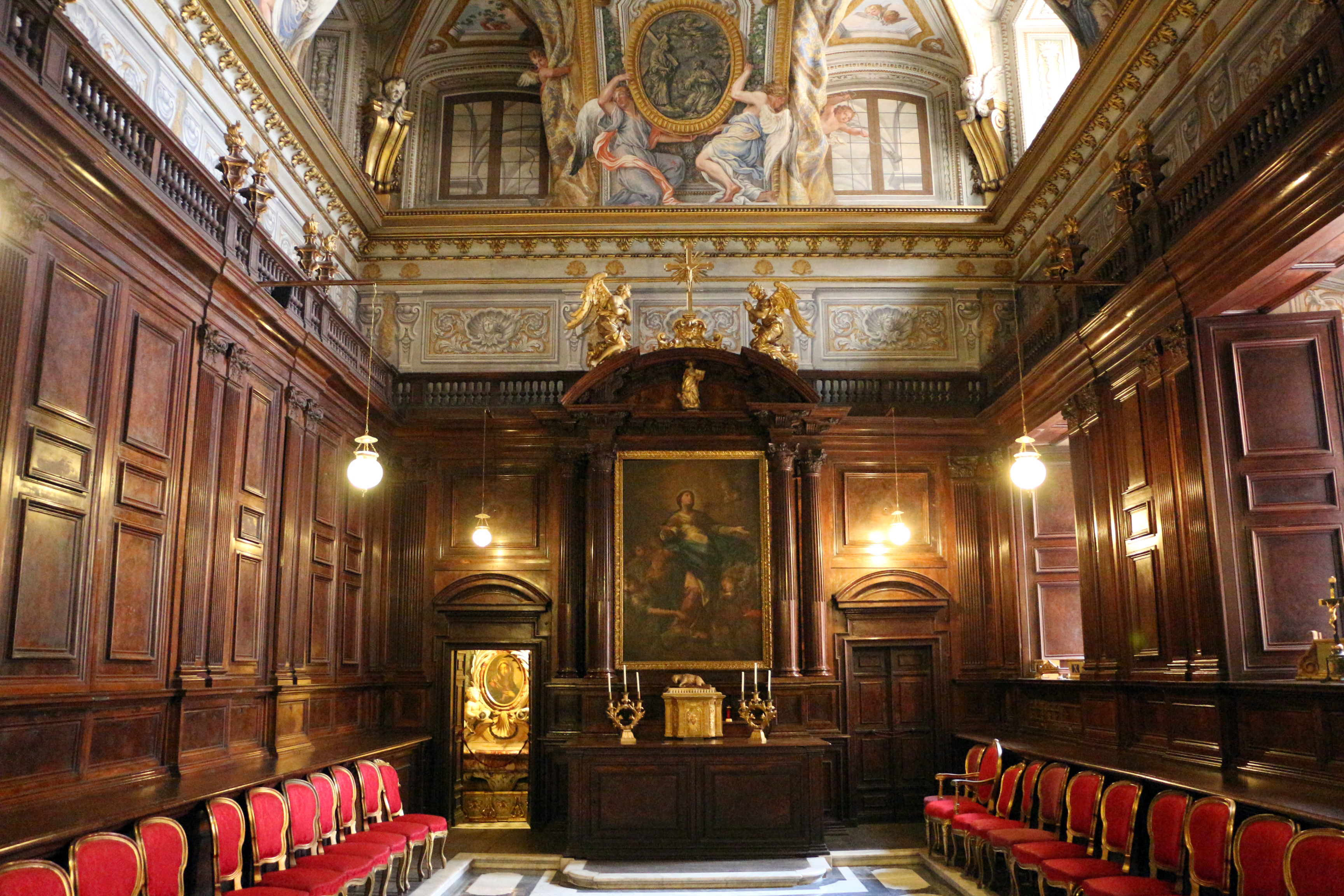
Sacristia
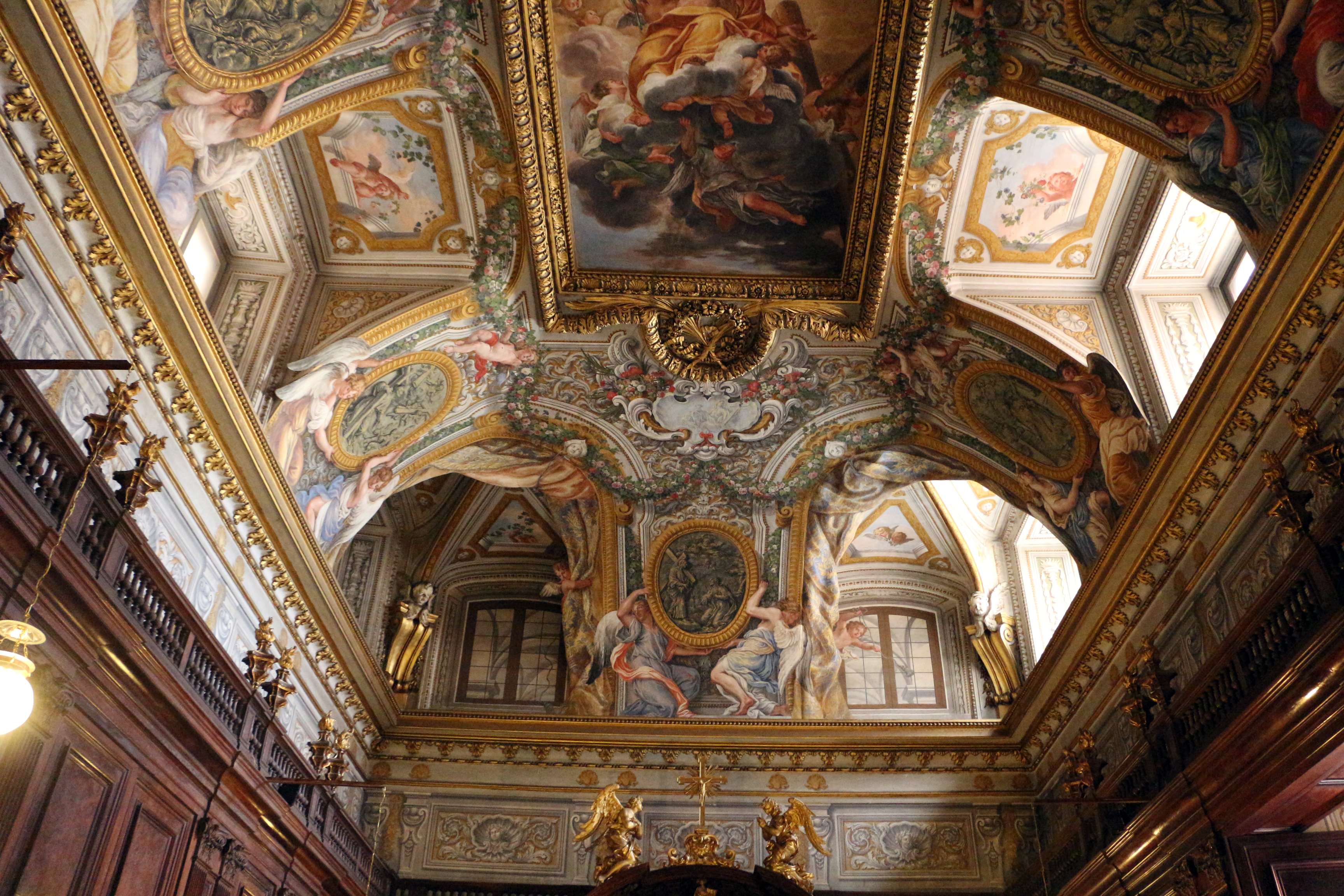
Frescos de la sacristia
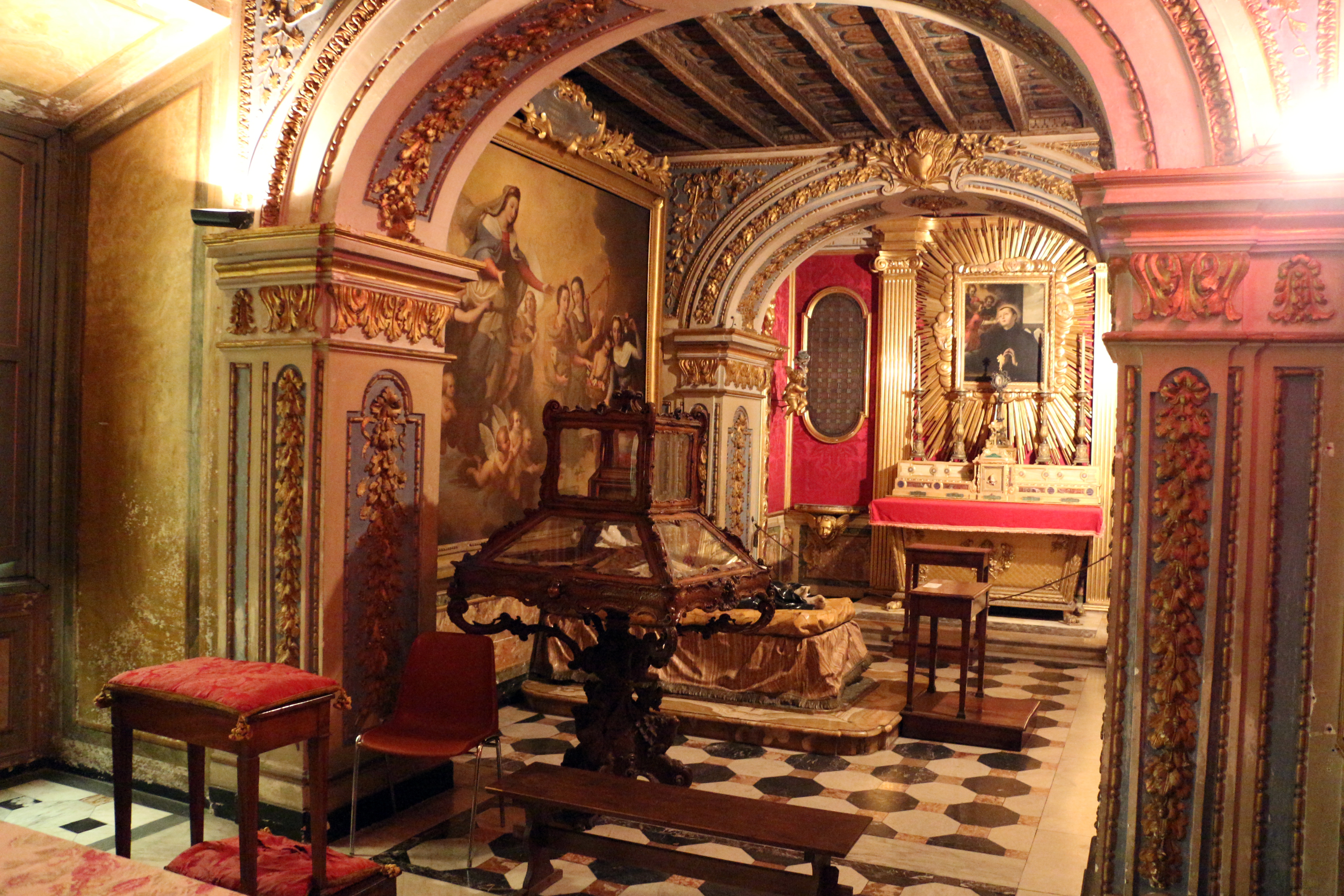
Capilla de San Estanislao Kostka
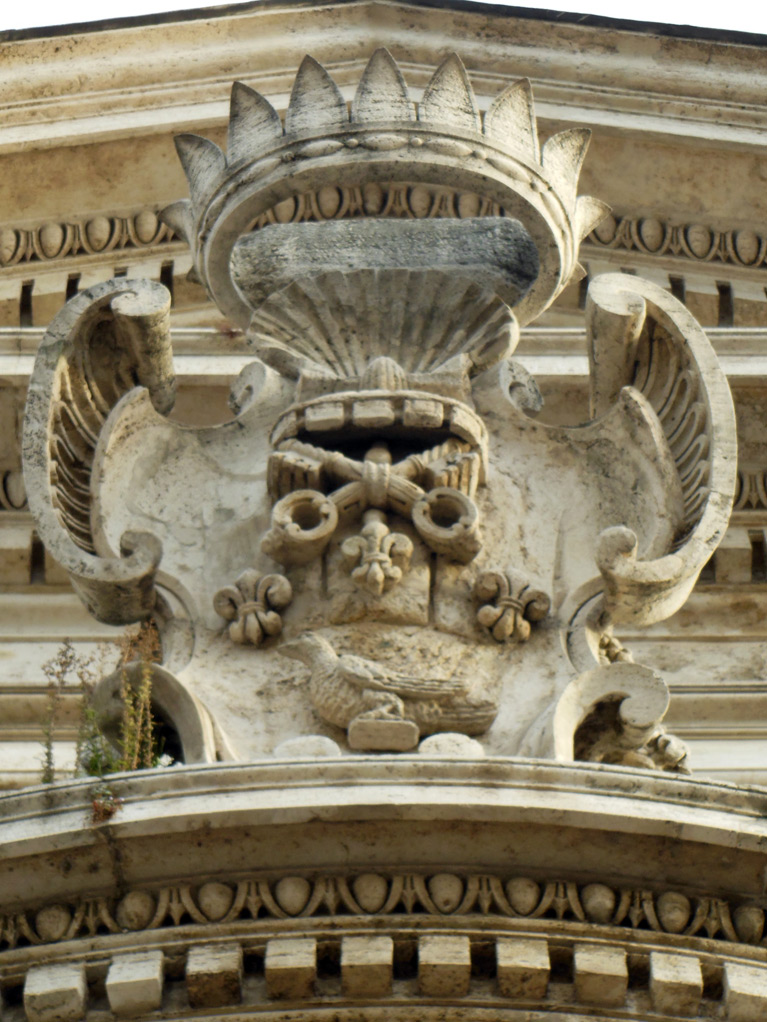
Escudo de los Pamphili en la fachada
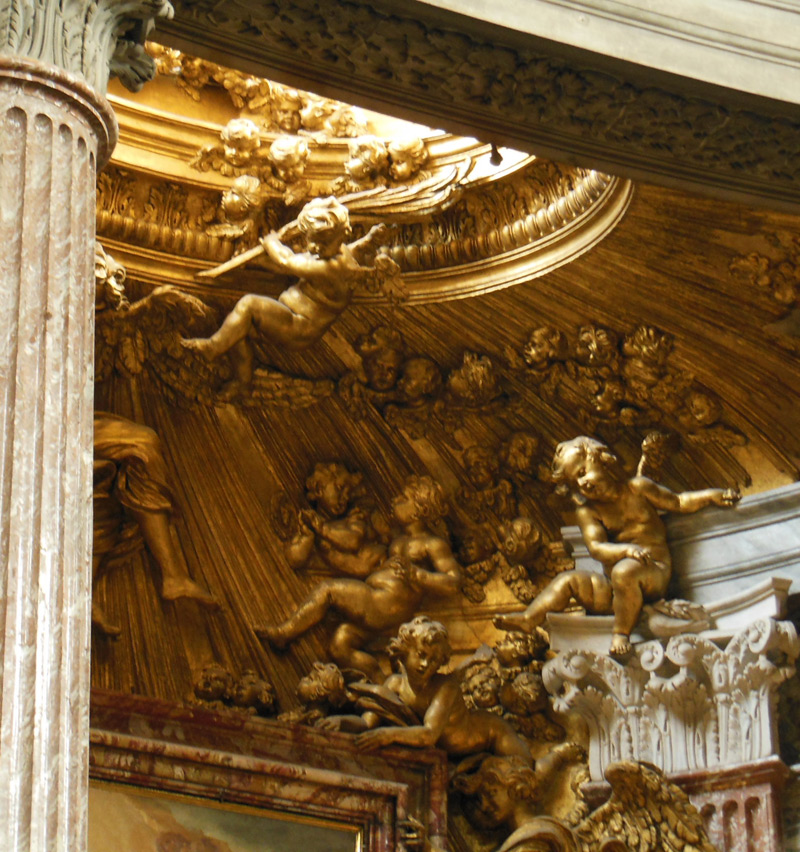
La volta dell'abside
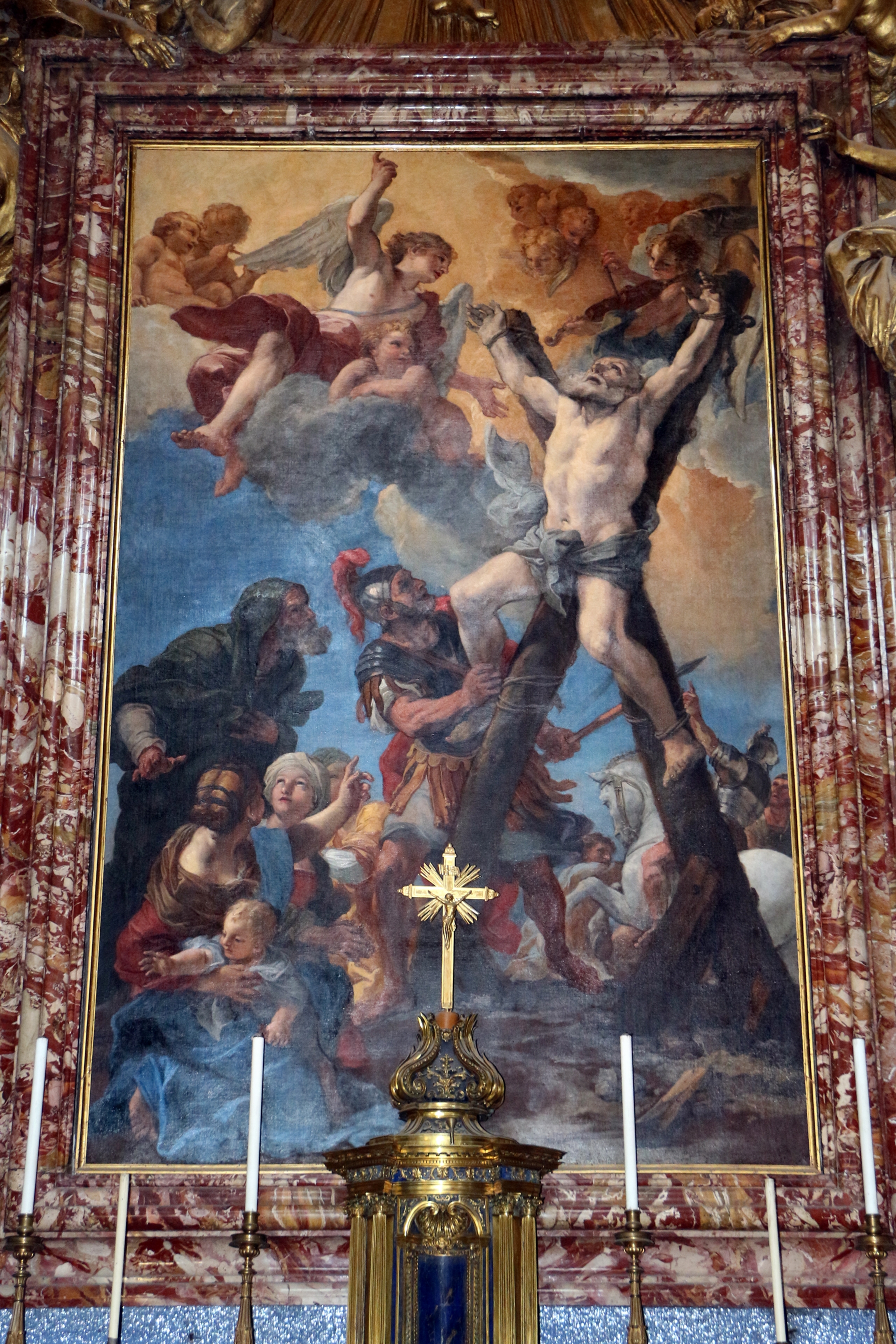
Martirio di Sant'Andrea del Borgognone

## Personalidades

### Novicios en San Andrés
Fueron muchos los jesuitas famosos que hicieron su noviciado en San Andrés:
- 1560: San Roberto Belarmino (que murió allí en 1621)
- 1562: Juan de Maldonado
- 1566: Francisco de León Garabito
- 1567: Fabio de Fabiis, Claudio Acquaviva, Francisco Torres, Francisco Ribera de Villacastín, Estanislao Kostka y Pedro Skarga.
- 1568: Alejandro Valignano, Rodolfo Acquaviva
- 1569: Matteo Ricci, Michele Ruggieri, Piotr Skarga
- 1572: Niccolò Orlandini
- 1573: Edmundo Campion
- 1574: Giannantonio Valtrini
- 1578: Robert Southwell
- 1579: Thomas Cottam
- 1582: Abraham de Georgiis
- 1583: Muzio Vitelleschi
- 1585: Luis Gonzaga
- años 1600: Giovanni Paolo Oliva, Alexandre de Rhodes, Sforza Pallavicino, Antonio Baldinucci

Tras la reapertura del noviciado en 1814:
- 1814: Luis Taparelli d'Azeglio
- 1815: Carlos Manuel IV de Cerdeña
- 1820: Maximilien Ryllo
- 1824: Antonio Bresciani
- 1833: Angelo Secchi

### Enterrados en San Andrés

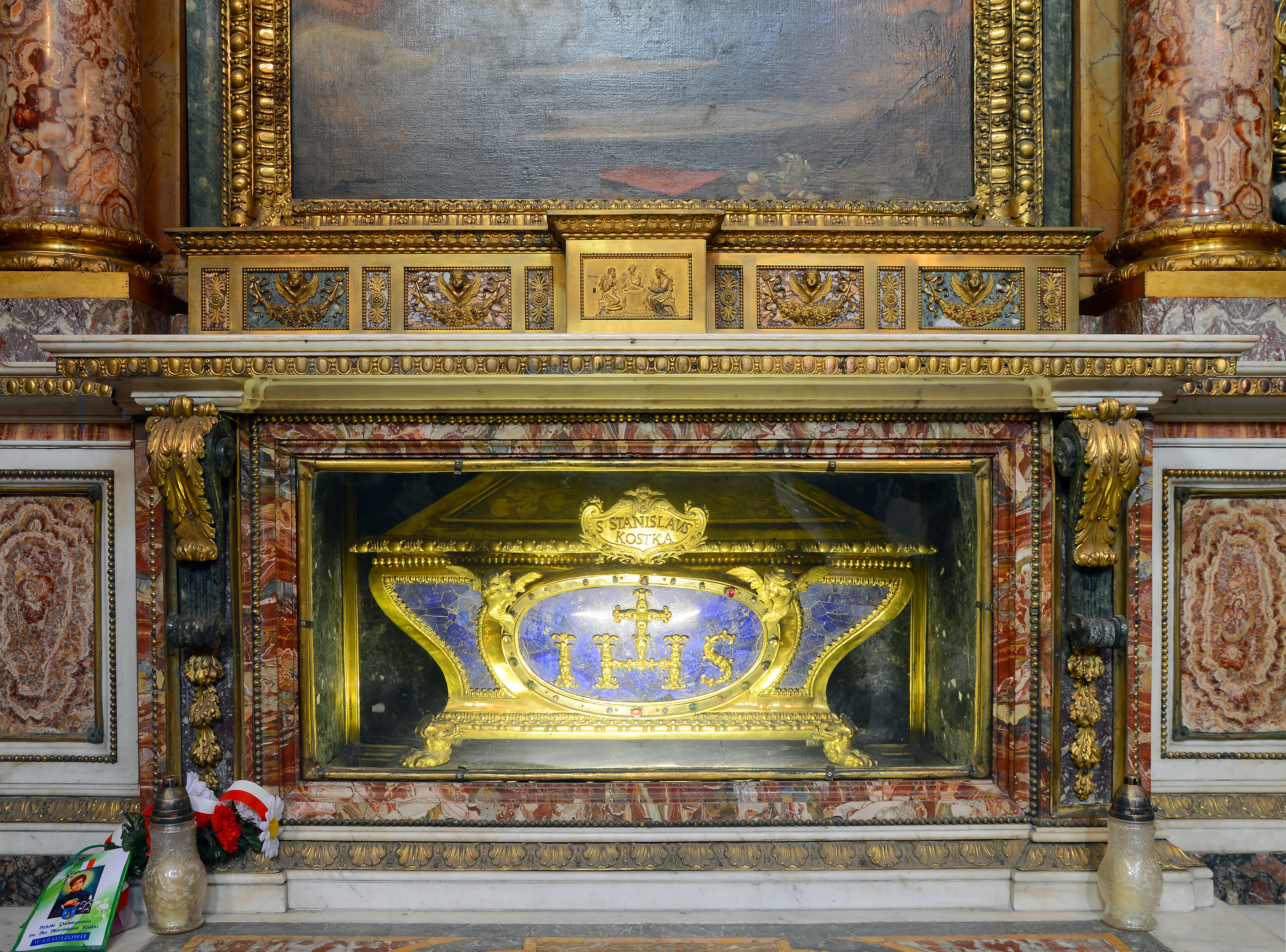
Relicario de san Estanislao Kostka.

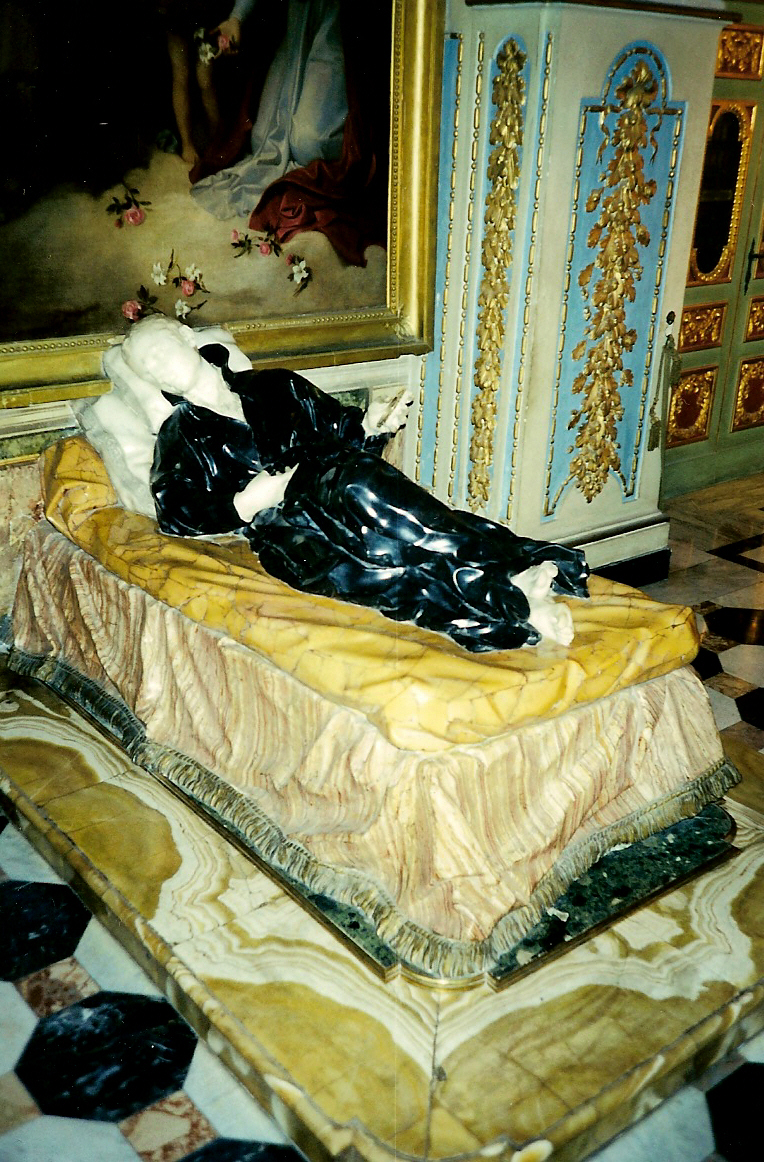
Yacente de Estanislao Kostka (1703), obra de Pierre Legros el joven

- San Estanislao Kostka, cuyo yacente de mármol policromado, de Pedro Legros el joven (1703), da una fuerte impresión de ser real.
- Carlos Manuel IV de Cerdeña, rey de Cerdeña, de Chipre y de Jerusalén, se convirtió en jesuita después de su abdicación en 1815.
- Manuel Teodosio de La Tour d'Auvergne, cardenal de Bouillon (1643-1715).
- Giovanni Paolo Oliva (1600-1681), 11.º superior general de los jesuitas.

## En las proximidades
A poca distancia de San Andrés, todavía en la calle Quirinal, se encuentra la pequeña iglesia de San Carlos de las Cuatro Fuentes («San Carlino»), una de las obras maestras de Francisco Borromini, el rival de Bernini; Esta proximidad permite comparar dos genios del barroco italiano.